# 留尼汪艳织雀
留尼汪艳织雀（學名：Foudia delloni）又名德氏艳织雀，是马斯克林群岛中的留尼汪特有及灭绝的一种雀。

## 描述
留尼汪艳织雀的体型与家麻雀相当。雄性的头、颈、喉和下翼部在繁殖期呈鲜红色，背部和尾部呈棕色，腹部呈灰白色。雌性和雄性雏鸟的头部呈棕色，颈部和红色，喉部呈淡棕色。
目前对留尼汪艳织雀的栖息地与习性所知甚少。

## 历史
留尼汪艳织雀现时没有任何已知的标本，它们仅在法国旅行者西厄尔·迪布瓦于1674年和旅行者加布里埃尔·德隆（Gabriel Dellon）于1685年作出的两份报告中被提及。在2008年，安东尼·斯蒂芬·奇克和英国古生物学家朱利安·彭德·休姆在出版的书籍《Lost Land of the Dodo》中将它们描述为一种新物种。
根据当时的描述，留尼汪艳织雀的数量曾非常丰富且因为破坏当地作物被认为是有害生物，但在1674年后不久它们便灭绝了，其原因可能是老鼠的入侵和过度捕食。